# Gerhard Hauschild

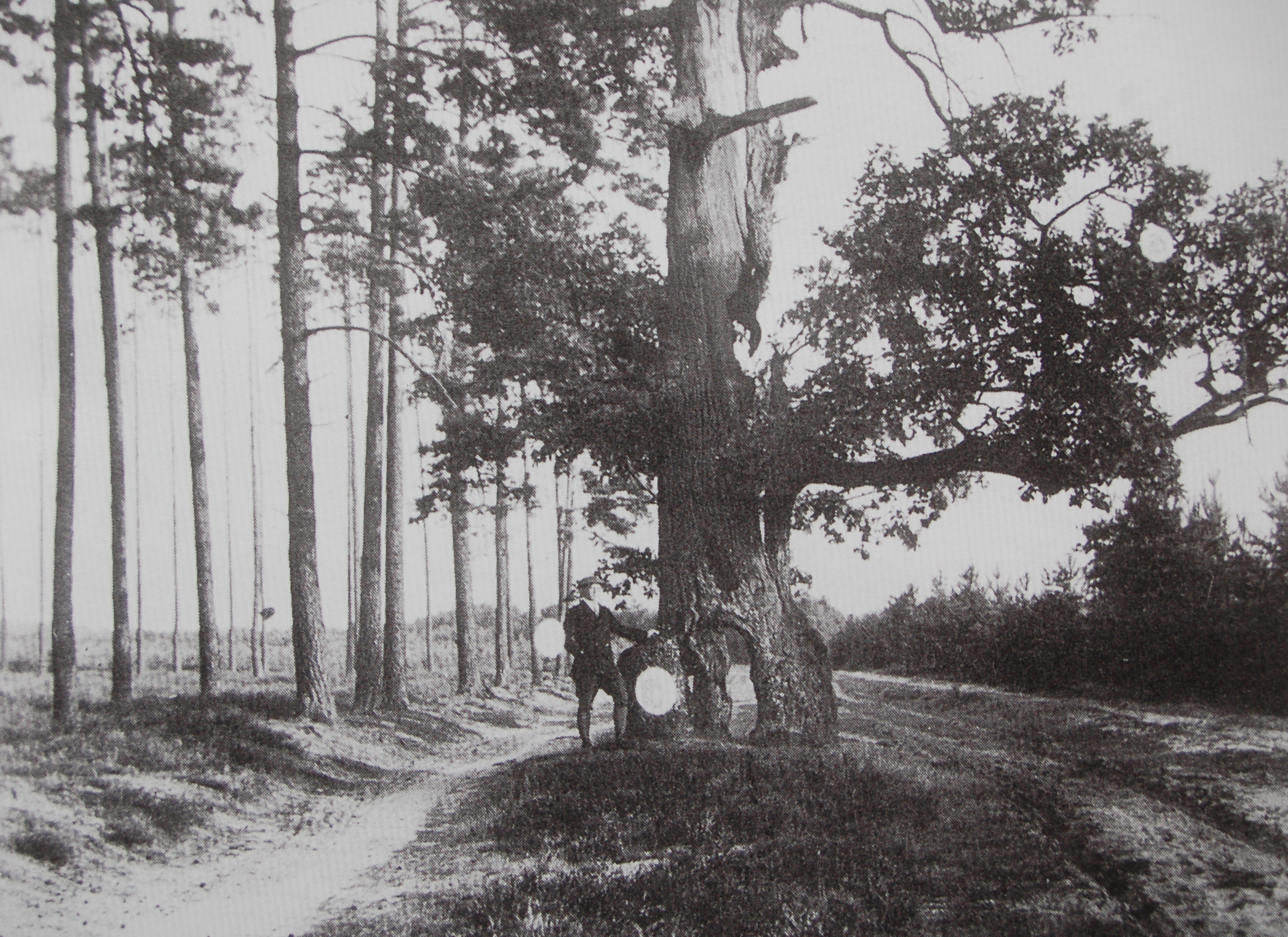
Gerhard Hauschild przy dębie Maselnica pod Lubiechowem

Gerhard Hauschild (ur. ?, zm. 1945) – w latach 1926–1938 nauczyciel w szkole wiejskiej w Lubiechowie. 
Autor artykułów popularnonaukowych o Lubiechowie, okolicach Małomic i Borach Dolnośląskich. W latach 1930–1935 opracował publikację poświęconą życiu mieszkańców wsi w późnym średniowieczu w oparciu lubiechowski urbarz z 1807 roku. Egzemplarz tej publikacji jest przechowywany w Muzeum Ziemi Szprotawskiej.
Inicjator objęcia ochroną prawną pomnika przyrody, tzw. dębu „Maselnica”, a także jego opiekun.
W 1934 roku prześladowany przez władze III Rzeszy za krytyczne poglądy wobec NSDAP. Poległ pod koniec II wojny światowej na terenie Górnego Śląska.